# Дубова (Словаччина)
Дубова (словац. Dubová) — село в Словаччині, Свидницькому окрузі Пряшівського краю. Розташоване в північно-східній частині Словаччини в долині ріки Ондава.
Уперше згадується у 1355 році.

## Пам'ятки
У селі є греко-католицька церква Різдва Пресвятої Богородиці з 1845 року в стилі класицизму. Перебудована у 1879 та 1918 році, у 20—их роках та другій половині 20 століття. З 1963 року національна культурна пам'ятка.
У селі є ще православна церква Різдва Пресвятої Богородиці з 20 століття.

## Населення
| Рік:            | 1994. | 2004.   | 2014.   | 2024.    |
| --------------- | ----- | ------- | ------- | -------- |
| Кількість осіб: | 240   | 227     | 223     | 195      |
| Різниця:        |       | -5,41 % | -1,76 % | -12,55 % |

| Рік:            | 2023. | 2024.  |
| --------------- | ----- | ------ |
| Кількість осіб: | 200   | 195    |
| Різниця:        |       | -2,5 % |

В селі проживає 216 осіб.
Національний склад населення (за даними останнього перепису населення — 2001 року):
- словаки — 60,08%
- русини — 28,40%
- українці — 8,23%
- цигани — 1,23%

Склад населення за приналежністю до релігії станом на 2001 рік:
- православні — 60,49%,
- греко-католики — 30,45%,
- римо-католики — 5,76%,
- не вважають себе віруючими або не належать до жодної вищезгаданої церкви- 2,88 %

### Видатні постаті
- Ян Цупер — колишній депутат словацького парламенту, викладач теорії права Юридичного факультету Університету Коменського у Братиславі, свого часу медійно відомий адвокат.